# Sainte-Émélie-de-l'Énergie
Sainte-Émélie-de-l'Énergie è un comune del Canada, situato nella provincia del Québec, nella regione di Lanaudière.